# Steve Dillon
Steve Dillon (Luton, 1962-Nueva York, 22 de octubre de 2016) fue un dibujante de historietas británico, conocido por sus trabajos en Juez Dredd, Hellblazer, Predicador (Preacher) y El Castigador (The Punisher).

## Biografía
Steve Dillon comenzó su carrera en la década de 1980, publicando en prestigiosas revistas del Reino Unido como 2000 AD, Warrior o Doctor Who Magazine.
En la década de 1990, comenzó su colaboración con Garth Ennis en la conocida serie Hellblazer, convirtiéndose así en un artista consagrado. La serie tuvo tanto éxito que la editorial DC Comics propuso al dúo la creación de su propia cabecera. De este modo nació Predicador, un western de tintes religiosos que hoy día se considera un clásico de la historieta contemporánea.
En la última década, Dillon trabajó con personajes de Marvel tan populares como Wolverine y el Castigador, de nuevo junto a Ennis.
Falleció el 22 de octubre de 2016 en Nueva York, de apendicitis.

## Premios y nominaciones
- 1997 Premio Haxtur a la " Mejor Historia Larga" por la serie "Predicador nº 1#2".
- 1998 Premio Haxtur a la Mejor Historia Corta por " Hellbrazer: Confesión.
- 1999 Premio Haxtur al " Mejor Dibujo" por la serie "Predicador- Camino al Sur".
- 1999 Premio Haxtur al Finalista Más Votado por la serie "Predicador: Sangre y Whisky".

Nominaciones:
- 1997 Nominado al Premio Haxtur al Mejor Dibujo por Predicador # 1 y 2,
- 1998, Nominado a Premio Haxtur al Mejor Dibujo por la serie "Predicador: Cruzados".
- 1998, Nominado al Premios Haxtur a la " Mejor Historia Larga" por "Predicador: Cruzados"
- 1998, Nominado al Premios Haxtur a la " Mejor Historia Corta" por "Predicador: Grita la Sangre, grita Erin"
- 1999, Nominado al Premios Haxtur a la " Mejor Historia Larga" por la serie "Predicador- Camino al Sur".
- 1999, Nominado al Premios Haxtur a la " Mejor Historia Corta" por la serie "Predicador- Sangre y Whisky".
- 2000 Nominado al Premios Haxtur a la Mejor Historieta Larga por  "Predicador: Salvación".
- 2000 Nominado al Premios Haxtur a la Mejor Historieta Corta Heartland : Tierra del Corazón".
- 2007, Nominado al Premios Haxtur a la " Mejor Historia Corta" por la serie "Los reservas / The Ultimates 2 nº 4".